# Parlamentní volby ve Finsku 1933
Parlamentní volby ve Finsku konané 1.–3. července 1933 byly v pořadí 15. volbami do finského parlamentu. Konaly se za vyhrocené politické situace a to hlavně na pravém straně politického spektra (komunistická strana byla postavena mimo zákon v roce 1930). Krajně pravicové Lapuaské hnutí bylo taktéž zakázáno, ale jeho členové založili tzv. Vlastenecké lidové hnutí a v koalici s Národní koalicí šli do voleb. Volby vyhráli sociální demokraté, kteří posílili o 12 křesel. Naopak pravice a agrárníci museli počítat ztráty. Ve vládě pokračovala menšinová pravicová vláda Toiva Kivimäka.

## Předcházející události
Vlna posilování pozic krajně pravicových stran a hnutí se v třicátých letech nevyhnula ani Finsku. Na začátku roku 1932 bylo vládou zakázáno Lapuaské hnutí, které překročilo pomyslnou čáru jednak únosem bývalého prezidenta Ståhlberga, tak pokusem o vyvolání povstání v Mäntsäle. Jeho bývalí členové ale nesložili zbraně a založili politickou stranu tzv. Vlastenecké lidové hnutí (finsky: Isänmaallinen kansanliike, IKL). Ideologicky se strana nelišila od Lapuaského hnutí, ale na rozdíl od něj se ale aktivně účastnila voleb. Do těch v roce 1933 šla společně s Národní koalicí, s kterou mělo nadstandardní vztahy už bývalé hnutí, pod názvem Vlastenecká volební aliance. Šla do voleb s velkou kampaní a slibovala si výrazné volební zisky.
Od prosince 1932 byla u moci vláda premiéra Kivimäka. Menšinový kabinet agrárníků, švédských lidovců a Národní pokrokové strany se vyznačoval pravicovou politikou a podnikal razantní kroky proti probíhající hospodářské krizi. Díky tomu se vláda těšila podpoře prezidenta Svinhufvuda. Vládní strany jako protipól k Vlastenecké volební alianci neformálně spojily do Zákonné fronty. Zatímco aliance chtěla dále hledat komunisty a levicové aktivisty ve veřejném životě, tak fronta se stavěla hlavně proti rozšiřování krajně pravicových aktivit v zemi.     

## Volební výsledky
K volbám přišlo 62,2 % oprávněných voličů, což je o 3,7 % méně než v předchozích volbách, kdy byla účast rekordní. Jasným vítězem se stala sociálně demokratická strana, která posílila o dalších 12 křesel. Druhou nejsilnější stranou se stal Agrární svaz, který ale šest křesel ztratil. Nenaplnila se očekávání Vlastenecké volební aliance, která oproti výsledkům Národní koalice v roce 1930 ztratila 10 křesel. Samotná Národní koalice by měla 18 křesel a Vlastenecké lidové hnutí další 14.
| Politická strana | Politická strana                          | Hlasy v % (změna) | Hlasy v % (změna) | Mandáty (změna) | Mandáty (změna) |
| ---------------- | ----------------------------------------- | ----------------- | ----------------- | --------------- | --------------- |
|                  | Finská sociálně demokratická strana (SPD) | 37,33             | ▲ +3,17           | 78              | ▲ +12           |
|                  | Agrární svaz (ML)                         | 22,54             | ▼ −4,74           | 53              | ▼ −3            |
|                  | Vlastenecká volební aliance (KOK + IKL)   | 16,93             | ▼ −1,12           | 32              | ▼ −10           |
|                  | Švédská lidová strana (RKP)               | 10,42             | ▲ +0,39           | 21              | ▲ +1            |
|                  | Národní pokroková strana (ED)             | 7,41              | ▲ +1,58           | 11              | ▬ 0             |
|                  | Malorolnická strana Finska (SPP)          | 3,39              | ▲ +1,62           | 3               | ▲ +2            |
|                  | Lidová strana                             | 0,85              | nová              | 1               | ▲ +1            |

## Sestavování vlády
Volební výsledky dovolily vládě premiéra Kivimäka pokračovat v práci. Menšinový kabinet opírající se o toleranci ze strany sociálních demokratů tvořili agrárníci, švédští lidovci a Národní pokroková strana. Vláda vydržela až do roku 1936, což z ní dělá jednu z nejdéle sloužících kabinetů v historii Finska. Déle vládl pouze kabinet sociálního demokrata Kaleviho Sorsi v letech 1982–1987. Volby přinesly do Finska uklidnění politické scény a postupnou stabilizaci společnosti. Pohasly jazykové spory a sociální politika udělala velký krok dopředu. Vedle Československa a Irska bylo právě Finsko jednou z mála zemí vzniklých po první světové válce, kde se demokratické zřízení udrželo po celé meziválečné období. 